# Éco-participation
L'éco-participation ou écocontribution (les deux termes sont orthographiés avec ou sans trait d'union), est un « coût » ajouté au prix de vente des appareils électriques ou électroniques ou à des éléments d’ameublement vendus en France. 
Il doit compenser le coût de la collecte et du traitement des déchets électriques et électroniques, ou des éléments d'ameublement en fin de vie, et est entièrement reversé aux organismes réalisant ces tâches.
En moyenne, l'éco-participation est d'environ 0,52 euro/kg. Ce coût est réparti de la manière suivante : 74 % pour le traitement, 14 % pour le transport et 12 % pour les frais d'administration et d'information.
En Suisse, la mesure existe pour les appareils électroniques et électriques, sous le nom de taxe anticipée de recyclage.

## Montant de l'éco-participation

### Règlementation
Il est fixé par l'organisme qui prendra en charge le recyclage du produit.
En France, l'écoparticipation est fixée par le décret du 20 juillet 2005 relatif à la composition des équipements électriques et électroniques et à l'élimination des déchets issus de ces équipements (codifié aux articles R. 543-172 à R. 543-206 du code de l'environnement). 
Ce décret transpose deux directives communautaires du 27 janvier 2003, relatives l'une aux déchets d'équipements électriques et électroniques (DEEE), l'autre à la limitation de l'utilisation des substances dangereuses dans ces équipements (RoHS).
Pour les déchets d'éléments d'ameublement, l'éco-participation est entrée en vigueur au 1er mai 2013 à la suite de l'agrément reçu le 26 décembre 2012 par le Ministère de l'Écologie, du Développement durable et de l'Énergie.

### Exemples
L'éco-organisme publie sur son site internet le barème des montants de l'éco-participation pour plusieurs catégories de produits
- catégorie 1 : « Gros appareils ménagers » ;
- catégorie 2 : « Petits appareils ménagers » ;
- catégorie 3 : « Équipements informatiques et de télécommunications »
- catégorie 4 : « Matériel grand public » ;
- catégorie 5 : « Matériel d'éclairage » ;
- catégorie 6 : « Outils électriques et électroniques » ;
- catégorie 7 : « Jouets, équipements de loisir et de sport » ;
- catégorie 8 : « Dispositifs médicaux »
- catégorie 9 : « Instruments de contrôle et de surveillance » ;
- catégorie 10 : « Distributeurs automatiques ».

L'éco-organisme Éco-mobilier publie sur son site internet le barème des montants des éco-participations :
- pour les meubles, l’éco-participation est déterminée selon le poids et la taille du produit
- pour la literie, l’éco-participation est déterminée selon la largeur
- pour les sièges, l’éco-participation est déterminée selon le nombre de places

### Cas des chargeurs de téléphones mobiles
La majoration de l'éco-participation pour les téléphones mobiles vendus sans chargeur universel fait passer l'éco-participation de 0,01€ à 0,02€. Il semble que cette majoration ne soit pas assez dissuasive puisqu'en 2012, il existait encore dix chargeurs différents chez les huit principaux fabricants de téléphones mobiles. La situation s'améliore cependant : par exemple, Samsung et Sony Mobile Communications proposent un chargeur universel micro-USB avec leurs smartphones et environ 70 % des téléphones vendus par Nokia au second semestre 2011 étaient compatibles avec le chargeur universel. En 2018, seul Apple continue à ignorer le chargeur universel.

## Bénéficiaires
Début 2010, il existe quatre organismes prenant en charge le recyclage des équipements électriques et électroniques : Eco-systèmes et Ecologic sont généralistes, Récylum est spécialisé dans les lampes usagées tandis que PV Cycle (aujourd'hui Soren) est spécialisé dans les panneaux photovoltaïques. L'ancien organisme ERP s'est vu refuser le renouvellement de son agrément et a ainsi cessé ses opérations le 31 décembre 2014.

Le recyclage des piles et petites batteries est quant à lui assuré par les éco-organismes Screlec et Corepile.

## Évolutions et prospective
Début 2010, il était prévu que l'écoparticipation disparaisse en 2013, mais un texte de loi est à l'étude pour rendre pérenne le dispositif,.
À la suite de la promulgation de la loi dite Loi Grenelle II en juillet 2010, et un décret de janvier 2012, la Responsabilité élargie des producteurs (REP) de déchets d'éléments d'ameublement est entérinée. 
Il en découle la mise en place d'une filière de recyclage et de valorisation des déchets d'ameublement domestique qui se matérialise notamment avec une entrée en vigueur d'une écoparticipation au 1er mai 2013. Cette filière sera prise en charge par un nouvel écoorganisme qui a obtenu son agrément le 26 décembre 2012 Eco-Mobilier[réf. nécessaire].
Le Sénat a voté, le 12 février 2013, la prolongation du mécanisme de l’écoparticipation pour les équipements électriques et électroniques ménagers